# Heisri
Heisri – wieś w Estonii, w prowincji Põlva, w gminie Kanepi.